# سیارک ۶۵۷۰۸
سیارک ۶۵۷۰۸ (به انگلیسی: 65708 Ehrlich، نامگذاری:1992RB1) شصت و پنج هزار و هفتصد و هشتمین سیارک کشف شده‌است که در ۴ سپتامبر ۱۹۹۲ کشف شد.